# Emma Leclercq
Emma Leclercq (Sint-Joost-ten-Node, 15 augustus 1851 - Geel, 24 april 1933) was een Belgische natuurwetenschapper. Zij was de eerste vrouw die een doctoraatsdiploma behaalde aan de Universiteit Gent.

## Biografie
Emma Leclercq begon haar carrière als lerares in Brussel aan de middelbare meisjesschool van de Belgische feministe en pedagoge Isabelle Gatti de Gamond. In 1878 probeerde zij zich in te schrijven aan de faculteit Wetenschappen van de Université libre de Bruxelles. Het duurde echter tot 1880 voor de universiteit haar inschrijving aanvaardde. Leclercq werd daarmee de eerste vrouwelijke student ingeschreven aan een Belgische universiteit. Leclercq behaalde haar kandidaatsdiploma in 1883 en zette haar studies verder aan de Universiteit Gent. Daar promoveerde zij in 1885 op een proefschrift in de Natuurwetenschappen. Zij werd daarmee de eerste vrouw die een doctoraatsdiploma behaalde aan de Universiteit Gent. Leclercq was echter niet de eerste vrouwelijke student in Gent. In 1882 had de Gentse lerares Sidonie Verhelst zich ingeschreven, maar zij verliet de universiteit na de tweede kandidatuur.

## Carrière
Na haar studies werkte Leclercq aan het Collège de France in Parijs samen met de France embryoloog Éduard-Gérard Balbiani. Vanaf 1890 deed zij onderzoek aan het Laboratorium voor Histologie van Charles van Bambeke aan de Universiteit Gent. De resultaten van dit onderzoek werden in 1890 gepubliceerd in de Bulletin de l'Académie Royale des sciences, des lettres et des beaux-arts de Belgique. In dit artikel toonde Leclercq als eerste de aanwezigheid van Nebenkernen bij de vroedmeesterpad aan.
Leclercq was het enige vrouwelijke lid van de Société belge de microscopie. Hoewel zij later als inspectrice van huishoudscholen aan de slag ging, bleef zij contact houden met het Brusselse academische milieu. Vanaf 1893 gaf ze lezingen voor de Oeuvre des conférences féministes, een initiatief van La ligue du droit des femmes.